# Ramadasa plumbeola
Ramadasa plumbeola är en fjärilsart som beskrevs av W. Warren 1916. Ramadasa plumbeola ingår i släktet Ramadasa och familjen nattflyn. Inga underarter finns listade.